# アルビア (アイオワ州)
アルビア（英: Albia）は、アメリカ合衆国アイオワ州の都市。モンロー郡の郡庁所在地である。人口は3,628人（2024年推計）。

## 地理
アメリカ合衆国国勢調査局によると、この都市は総面積8.1 km2 （3.1 mi2）である。このうち全域が陸地で、水面積はない。

## 人口動静
2000年現在の国勢調査で、この都市は3,706人、1,531世帯、及び943家族が暮らしている。人口密度は457.2/km2 （1,184.8/mi2）で、210.7/km2 （546.0/mi2）の平均的な密度に1,708軒の住居が建っている。この都市の人種的構成は白人97.92%、アフリカン・アメリカン0.32%、先住民0.32%、アジア系0.62%、その他の人種0.24%、及び混血0.57%で、人口の0.84%がヒスパニックまたはラテン系である。
1,531世帯のうち、29.8%は18歳未満の子供と暮らしており、46.8%は夫婦で生活している。11.5%は未婚の女性が世帯主であり、38.4%は家族以外の住人と同居している。33.9%は独身の居住者が住んでおり、19.2%は65歳以上で独居である。1世帯あたりの平均人数は2.31人であり、家庭の場合は2.97人である。
都市の住民は25.1%が18歳未満の未成年、18歳以上24歳以下が7.9%、25歳以上44歳以下が24.2%、45歳以上64歳以下が19.8%、及び65歳以上が22.9%にわたっている。中央値年齢は39歳である。女性100人ごとに対して男性は85.5人いて、18歳以上の女性100人ごとに対して男性は80.5人いる。
この都市の世帯ごとの平均的な収入は31,728米ドルであり、家族ごとでは41,607米ドルである。男性の33,025米ドルに対して女性は20,933米ドルの平均的な収入がある。この郡の一人当たりの収入（per capita income）は16,843米ドルである。人口の9.2%及び家族の4.3%は貧困線以下である。18歳未満の10.1%及び65歳以上の4.7%は貧困線以下の生活を送っている。

## 出身著名人
- ジョージ・ベナード - The Old Rugged Cross（古びた粗末な十字架）の作曲者。
- ネイサン・E・ケンドール - 元アイオワ州知事。